# Гёринг, Иоганн Христофор
Иоганн Христофор Гёринг (нем. Johann Christoph Erhard Göring; 19 декабря 1796, Пильграмсройт, ныне в составе города Рехау, Бавария — 21 марта 1870, Хеслах, ныне в составе Штутгарта) — российский преподаватель и переводчик немецкого происхождения. Лектор немецкого языка и словесности в Московском университете, коллежский советник. Сын пастора Николауса Гёринга, известного в своё время как писателя, и младший брат Фридриха Кристофа Юстуса Гёринга — пастора лютеранской церкви святых Петра и Павла в Москве.

## Молодые годы
Первоначальное образование получил дома, потом в гимназии в Хофе, а после её закрытия в академической гимназии в Байройте. В 1815 году поступил в Эрлангенский университет с аттестацией «очень достойный» (sehr würdig) и здесь два года занимался философскими и юридическими науками. В 1817 году по приглашению брата своего Фридриха, пастора при церкви святого Петра и Павла в Москве, поехал в Россию, но, будучи проездом в Эльбингене, был обокраден своим спутником, принужден был остановиться в Кёнигсберге. В течение зимнего семестра 1817—1818 гг. ему удалось прослушать курс наук в Кёнигсбергском университете благодаря покровительству проректора А. Ф. Швейггера, также баварца, а чтобы добыть средства к жизни, он принял место домашнего учителя.
Прожив затем 2 года в Бочкиникелах в Царстве Польском у фон Пуша, которому его рекомендовал богослов и лингвист И. С. Фатер, Гёринг в ноябре 1820 года уехал в Москву и 4 месяца занимался изучением русского языка. В марте 1821 года он вернулся в Кенигсберг и посвятил себя изучению богословия. В сентябре 1822 года получил степень кандидата богословия и вернулся в Москву, где стал под руководством брата говорить проповеди, но скоро убедился, что не имеет склонности к духовному званию.

## Преподавательская деятельность
В 1823 году поступил учителем латинского языка в училище доктора Кистера и преподавателем немецкого языка в Московское училище ордена Святой Екатерины. В 1830 году определён вторым лектором немецкого языка в Московский университет, а в 1832 г. — учителем немецкого языка в Александровский Сиротский институт, где преподавал до 1840 года. В октябре 1834 года назначен первым лектором в Московский университет. В 1839 году принял российское подданство.
В 1847 году назначен учителем немецкого языка для пепиньерок училища ордена Святой Екатерины. Кроме того Гёринг преподавал в воспитательном доме, Лазаревском институте и других мужских и женских учебных заведениях. В мае 1858 года, по свидетельству профессора О. М. Бодянского, в университете вставал вопрос об увольнении Гёринга от должности лектора, разрешившийся в его пользу. Он оставался лектором вплоть до 1862 года.

## Литературная и переводческая деятельность
С 1827 по 1834 гг. Гёринг сотрудничал с венским журналом «Wiener Zeitschrift für Kunst, Literatur, Theater und Mode». Перевел на немецкий романы М. Н. Загоскина «Юрий Милославский» (Кёнигсберг, 1830) и «Рославлев» (Лейпциг, 1832); за первый из этих переводов, поднесённый императрице Александре Фёдоровне, был награждён драгоценной табакеркой. В 1833 году издал первую тетрадь своих «Metrische Uebersetzungen», которая между прочим содержит перевод первых двух песен «Руслана и Людмилы» Пушкина. Кроме того издал переведенные им «Исторические афоризмы» профессора М. П. Погодина (Лейпциг 1836), его же вступительную лекцию по всеобщей истории, читанную в 1833 г., и несколько глав «Геологического путешествия по Алтаю» профессора Щуровского (в немецком журнале). В 1834 г., по поручению университета, издал «Немецкую Хрестоматию» («Neue deutsche Chrestomathie oder systematisch geordnete Auswahl lehrreicher und anziehender Stücke aus Prosaisten und Dichtern zum Gebrauch beim Uebersetzen aus dem Deutschen in’s Russische. Mit einem vollständigen Wörterverzeichnisse» 1—2 Th. Moskau in der Universitäts-Buchdruckerei. 1834, in-8). Второе исправленное издание её вышло в 1842 г. Кроме того он составил «Сравнительный синтаксис» и «Исторический обзор немецкой литературы».